# Gruft

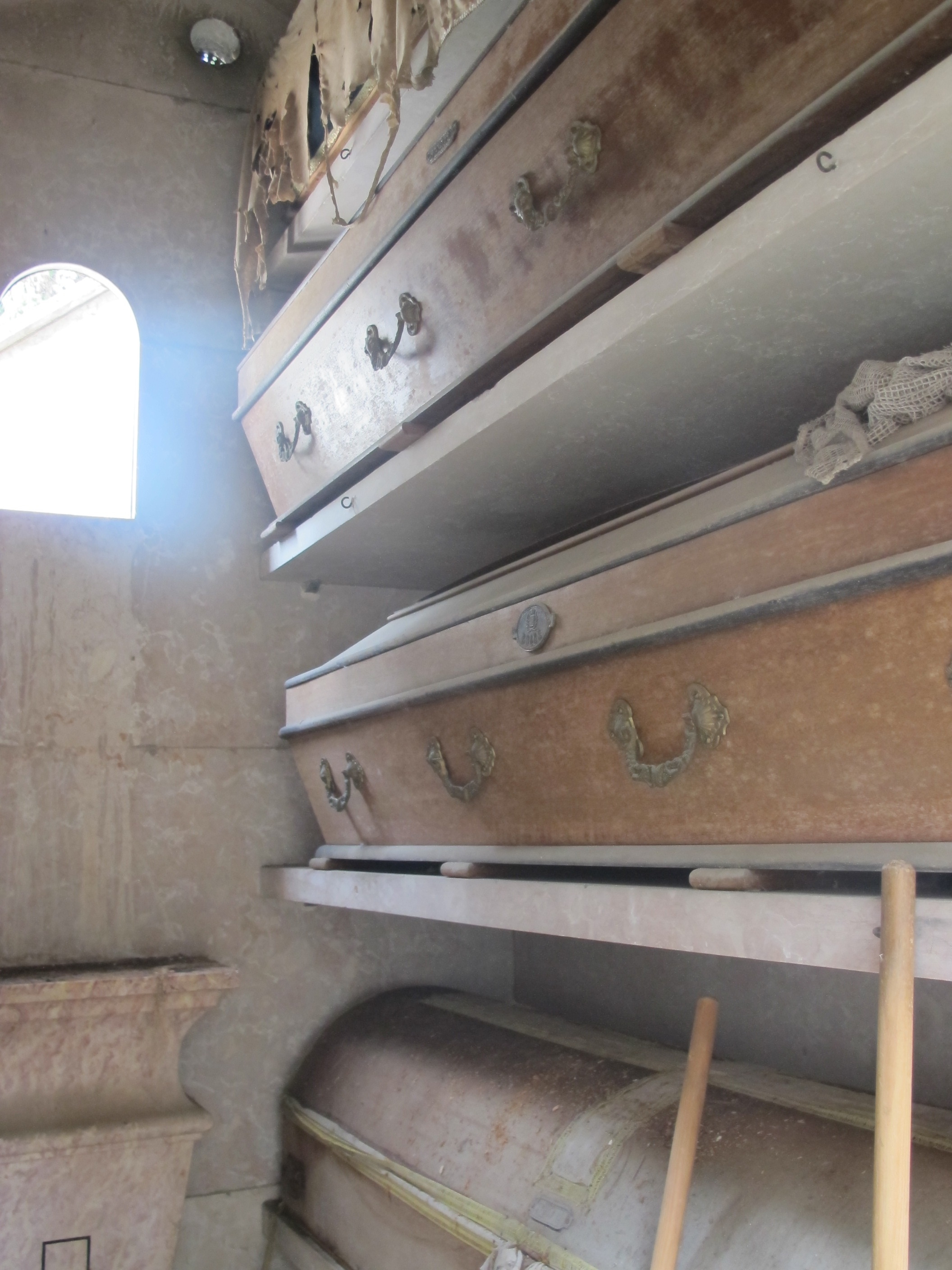
Blick in eine der Grüfte auf dem Friedhof Prazeres in Lissabon

Als Gruft (semantisch von griechisch krypta über vulgärlateinisch crupta für einen unterirdischen Kirchenraum; etymologisch eine Abstraktbildung zum Verb graben) wird zumeist eine Räumlichkeit bezeichnet, die zur Bestattung von Särgen, Sarkophagen und Urnen von Verstorbenen dient. Der wesentliche Unterschied zwischen der Gruft- und der Erdbestattung besteht darin, dass der Sarg bei der Gruftbestattung nicht direkt der Erde übergeben, sondern in einem eigens dafür bestimmten Raum abgestellt wird. Die Definition der Städtischen Friedhofsverwaltung Wien lautet: „Grüfte sind ausgemauerte Gräber.“
Seltener wird auch das bei einer Erdbestattung für die Aufnahme des Sarges ausgehobene, nicht ausgemauerte „Erdloch“ als Gruft bezeichnet; entsprechend bezeichnet das Verb gruften die Tätigkeit des Aushebens auf Friedhöfen. Dieser Artikel behandelt nicht solche ausgehobenen gewöhnlichen Erdgräber, jedoch einige Übergangsformen zwischen Erdgrab und Gruft („gruftartige Gräber“ sowie Erdgrüfte mit einer festen Umhüllung des Sarges).

## Gruftbestattung

### Kulturgeschichte

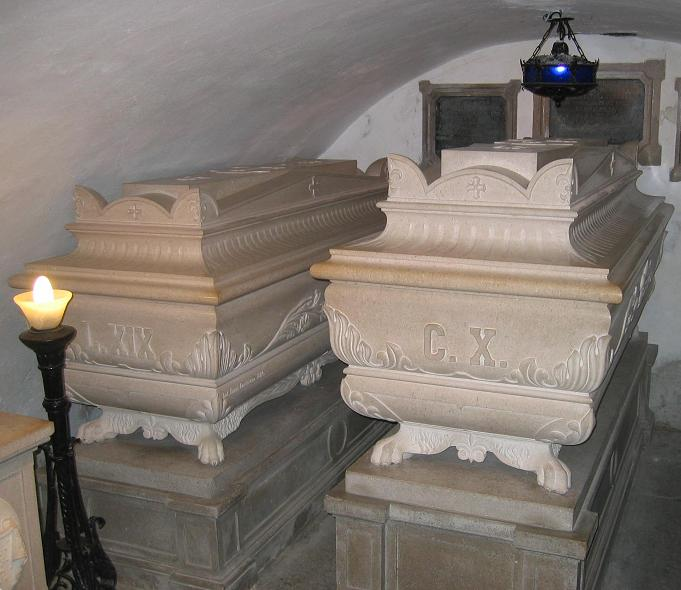
Kloster Kostanjevica (Görz), Bestattung in freistehenden Steinsarkophagen: Ludwig XIX. und Karl X. von Frankreich

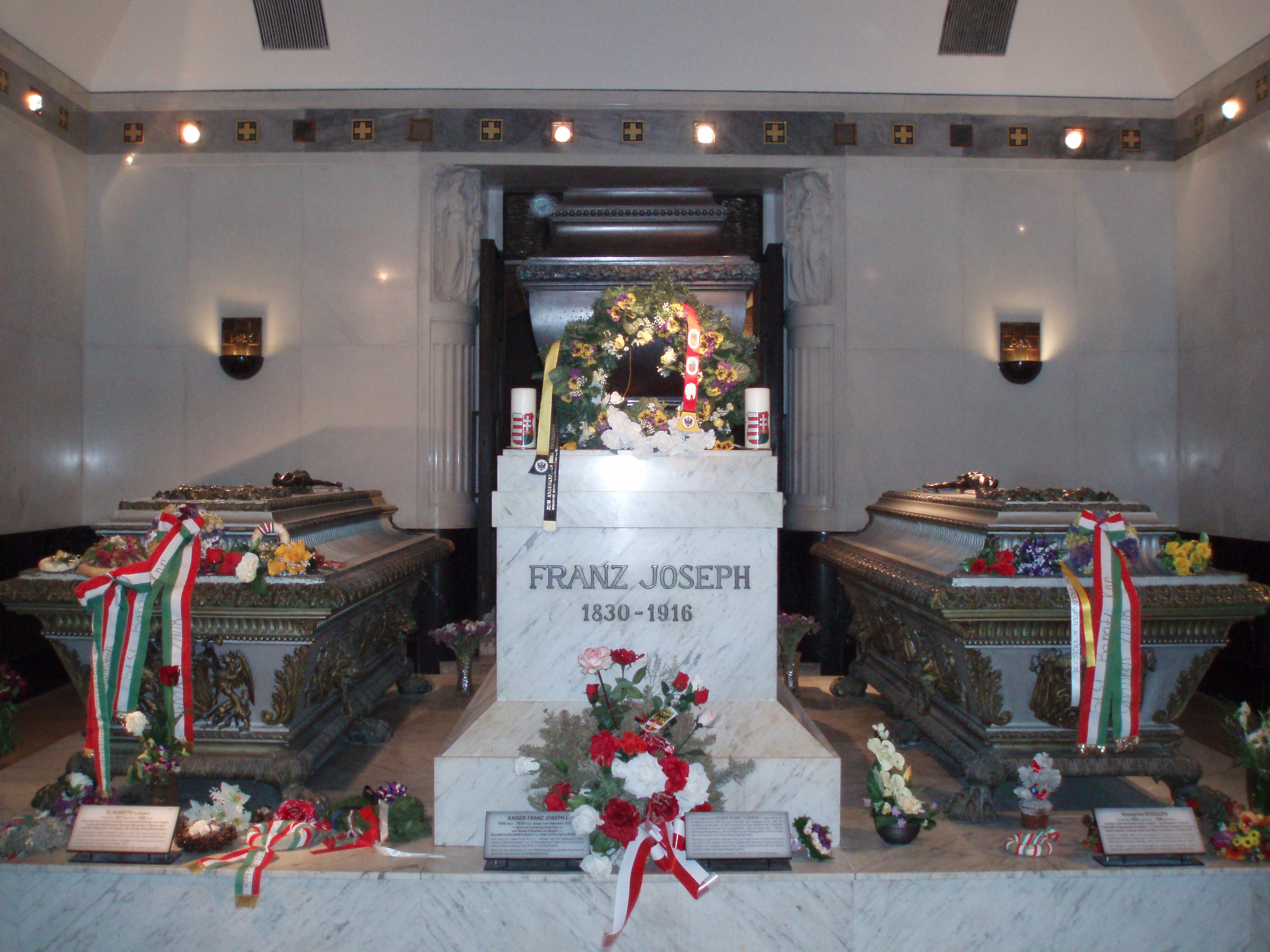
Kapuzinergruft in Wien, Bestattung in freistehenden Metallsärgen: Kaiserin Elisabeth, Kaiser Franz Joseph I., Kronprinz Rudolf

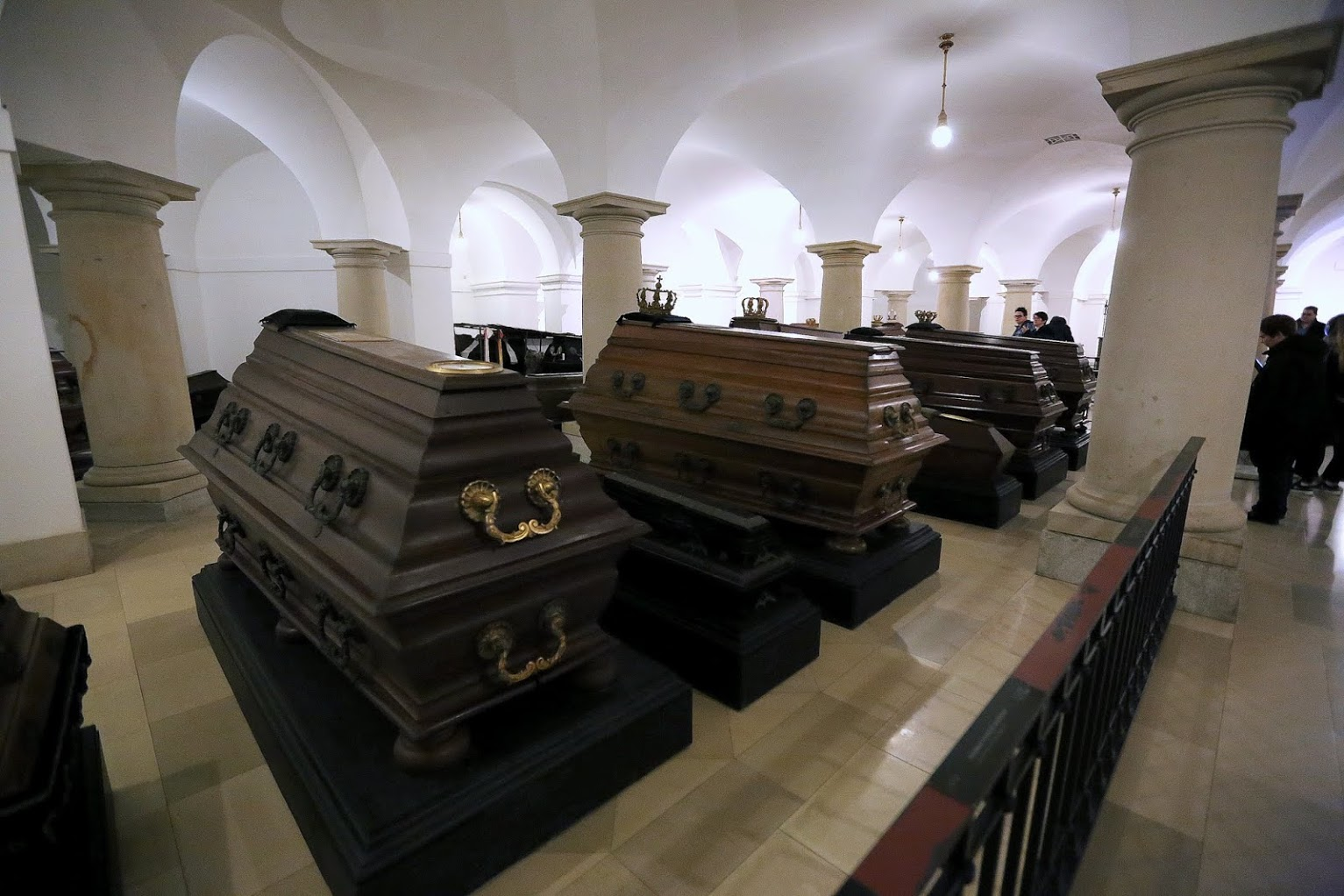
Hohenzollerngruft im Berliner Dom

In weiten Teilen Europas, so im Gebiet des Heiligen Römischen Reiches, erfolgte die Gruftbestattung zunächst meist im Inneren von Kirchen. Seit dem Mittelalter war diese Bestattungsform im Wesentlichen einem exklusiven Personenkreis vorbehalten, zu dem etwa Monarchen, Bischöfe, Adelige und bedeutende Einzelpersönlichkeiten zählten. Tote aus dem einfachen Volk wurden auf Friedhöfen der Erde übergeben. Dabei gab es in protestantisch regierten Reichsstädten, wie z. B. in Regensburg aus hygienischen Gründen die Sondervorschrift, Begräbnisse nur außerhalb des Stadtgebietes vor der Stadtmauer zu erlauben. Diese Vorschrift konnte für katholische Begräbnisse auf dem Areal von katholischen Kirchen und für das Domareal nicht durchgesetzt werden und führte zu vielfach beschriebenen unhygienischen Verhältnissen.
Für die innerstädtischen Begräbnisse der Gesandten zum Immerwährender Reichstag auf dem Gesandtenfriedhof hinter der Dreieinigkeitskirche wurde nach anfänglichem Widerstand der Gesandten letztlich nach 1650 der Bau von gemauerten unterirdischen Gruften vorgeschrieben, in die zusätzlich Eisensärge eingestellt werden mussten. Vor dem Beginn der Sanierungsmaßnahmen der künstlerisch wertvollen oberirdischen Grabdenkmäler mussten 2022 die alten unterirdischen Ziegelgruften auf Stabilität geprüft werden und erwiesen sich als noch stabil.
Für die Toten aus höher gestellten Gesellschaftsschichten wurden oft Sarkophage genutzt, die mitunter aufwändig ausgeführt sein konnten. Die Aufstellung erfolgte in unterirdischen Kirchenräumen, so lag der Tote (anforderungsgemäß) in einem Sarg und war nicht der Erde übergeben. In diesem Sinne ermöglichte eine Gruftbestattung die „unversehrte Lagerung“ des Leibes des Verstorbenen bis zum Jüngsten Gericht. Oft waren diese Bestattungsräume für die Öffentlichkeit zugänglich, so dass sie in die Repräsentation und das rituelle Totengedenken (Memorialwesen) einbezogen wurden. Viele Grabstätten europäischer Monarchen sind als Gruft angelegt.
Zum Ende des 18. Jahrhunderts vollzog sich in Deutschland und Österreich in Folge der Aufklärung und neuer Vorstellungen zur Hygiene ein allmählicher Wandel. Die Erdbestattung begann die Gruftbestattung zu verdrängen, weil die Erde den besten Schutz vor dem verwesenden Körper darstellte. Im Jahr 1784 wurde unter Kaiser Joseph II. ein Bestattungsverbot im Kircheninneren eingeführt, wobei nur für Bischöfe Ausnahmen gestattet wurden. Die Grüfte wurden stattdessen auf die Friedhöfe verlegt und wurden zum Gegenstand der Regulierung durch Friedhofsordnungen.
Der wirtschaftliche und politische Aufstieg des Bürgertums zu Beginn des 19. Jahrhunderts und der damit verbundene Wunsch nach Repräsentation führte dazu, dass Grüfte und Mausoleen weiterhin als monumentale Form der Grabstätte errichtet wurden. Auf den meisten Friedhöfen war die Planung und Errichtung einer Gruftanlage nach Prüfung und Genehmigung der eingereichten Bauzeichnungen möglich und ein Zugang über eine Treppe wurde bei ausreichender Größe des Grabgewölbes meist gestattet. Obwohl dieser stets geschlossen zu sein hatte, war es den Angehörigen so möglich, in die unmittelbare Nähe des Sarges zu gelangen. Im Verlauf des 19. Jahrhunderts wurde das freie Aufstellen der Särge in den Gruftgewölben zunehmend untersagt, und die Särge mussten in Wandnischen oder verschlossenen Kammern innerhalb der eigentlichen Gruft beigesetzt werden.
Neben den als Grabstätten genutzten Grüften existierten auf vielen Friedhöfen städtische Grüfte zur übergangsweisen Aufnahme von Leichen, die erst zu späteren Zeitpunkten beerdigt werden sollten. Diese Anlagen konnten gegen eine Gebühr in Anspruch genommen werden, wobei die Toten dort mehrere Monate gelagert werden konnten.

### Gegenwart
Gruftbestattungen erfolgen heute in Deutschland und Österreich nur noch vergleichsweise selten. Jedoch kommt diese Bestattungsart in romanischen Ländern, dem Tessin und in der französischen Schweiz noch häufig vor.
Üblich ist für Gruftbestattungen die Verwendung von Metallsärgen, von Holzsärgen mit Zinkeinsätzen oder von abgedichteten Steinsarkophagen vorgeschrieben. In der Schweiz werden Särge mit Zinkeinlage und Druckluftfilter verwendet. In vielen Fällen erfolgt vor der Bestattung eine Einbalsamierung des Leichnams. Zudem können Urnen in einer Gruft beigesetzt werden.

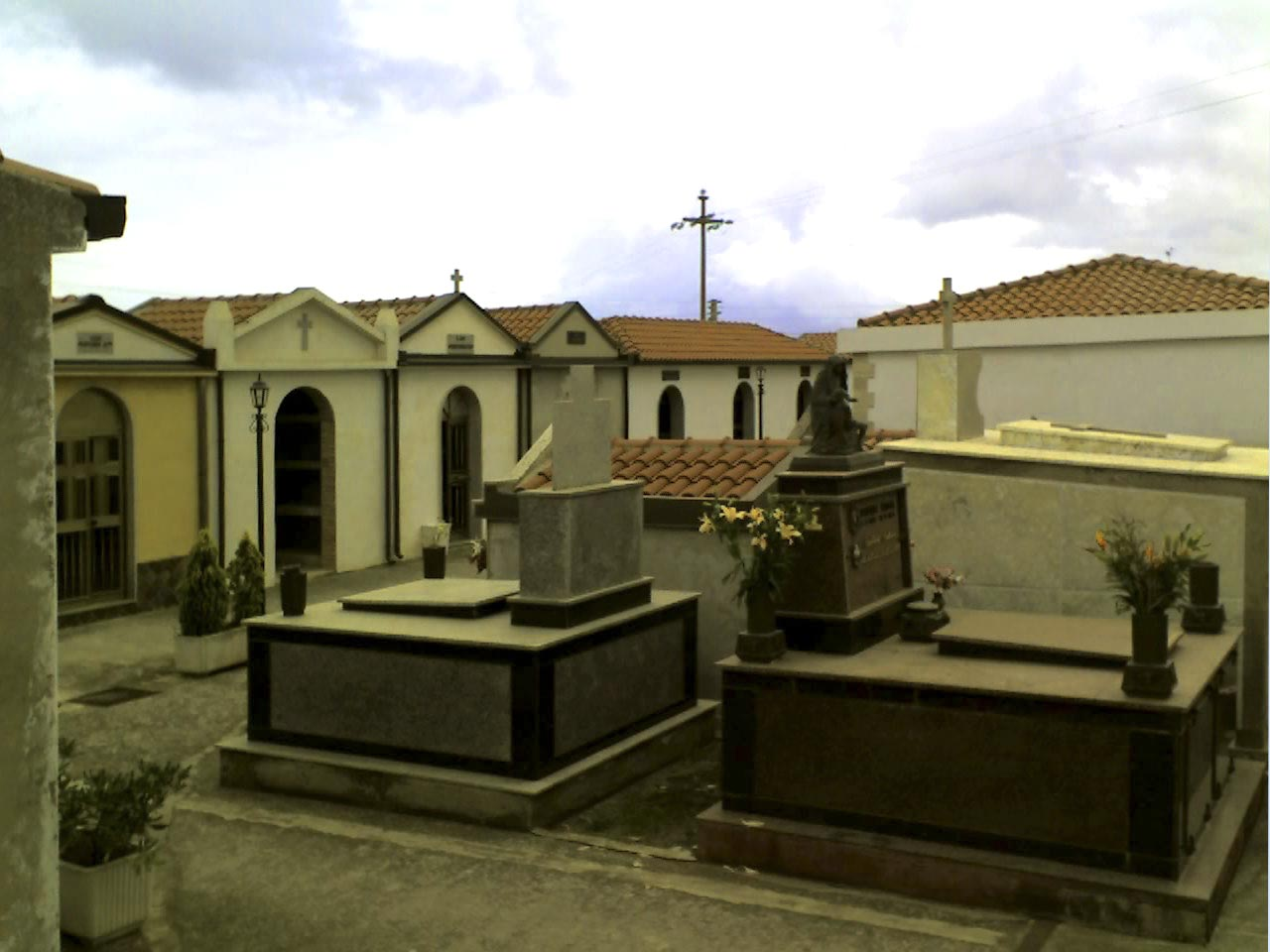
Grüfte auf einem kalabrischen Friedhof
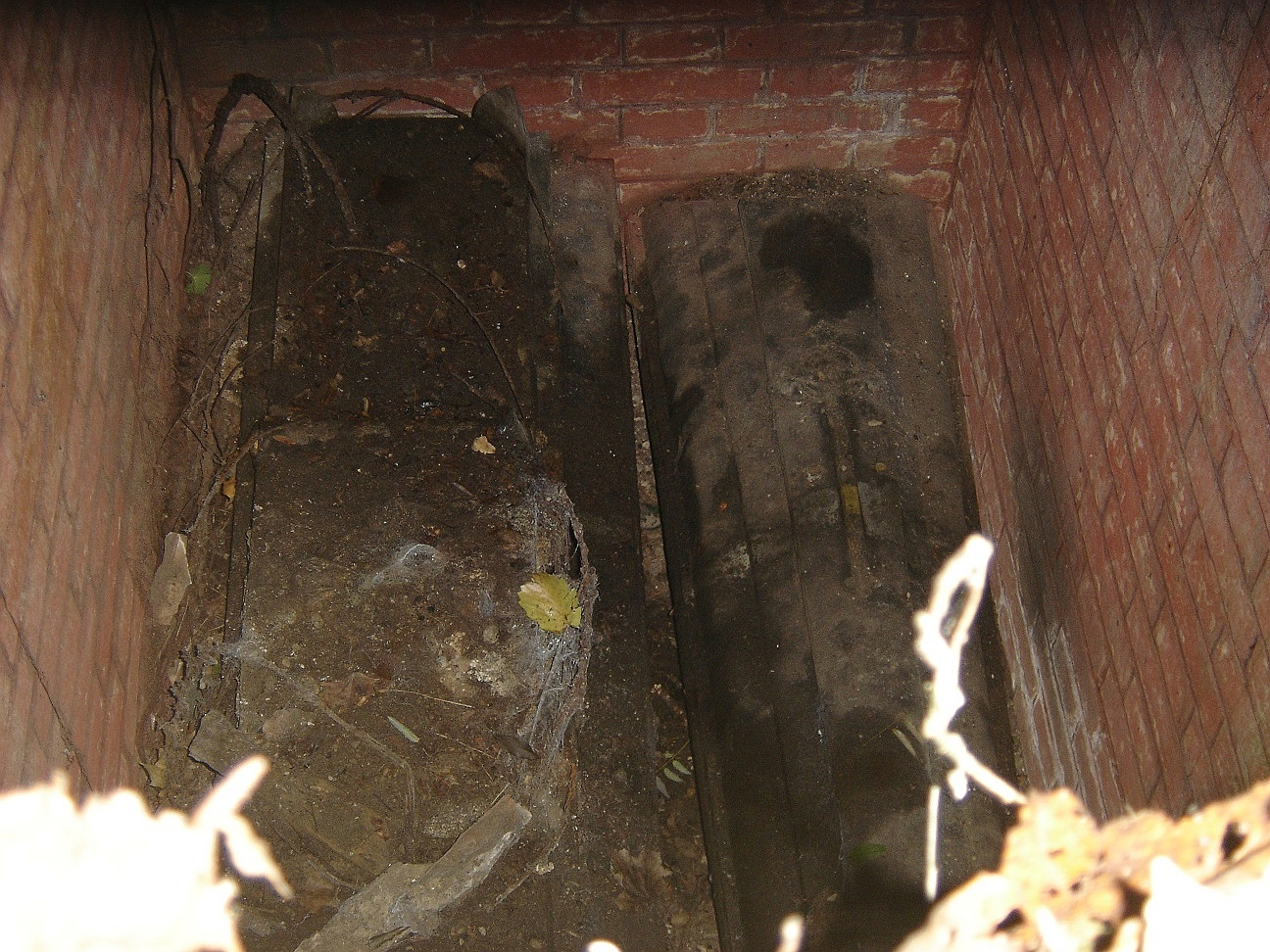
Metallsärge in einer Gruft auf dem Zentralfriedhof Wien

## Arten von Grüften (Auswahl)

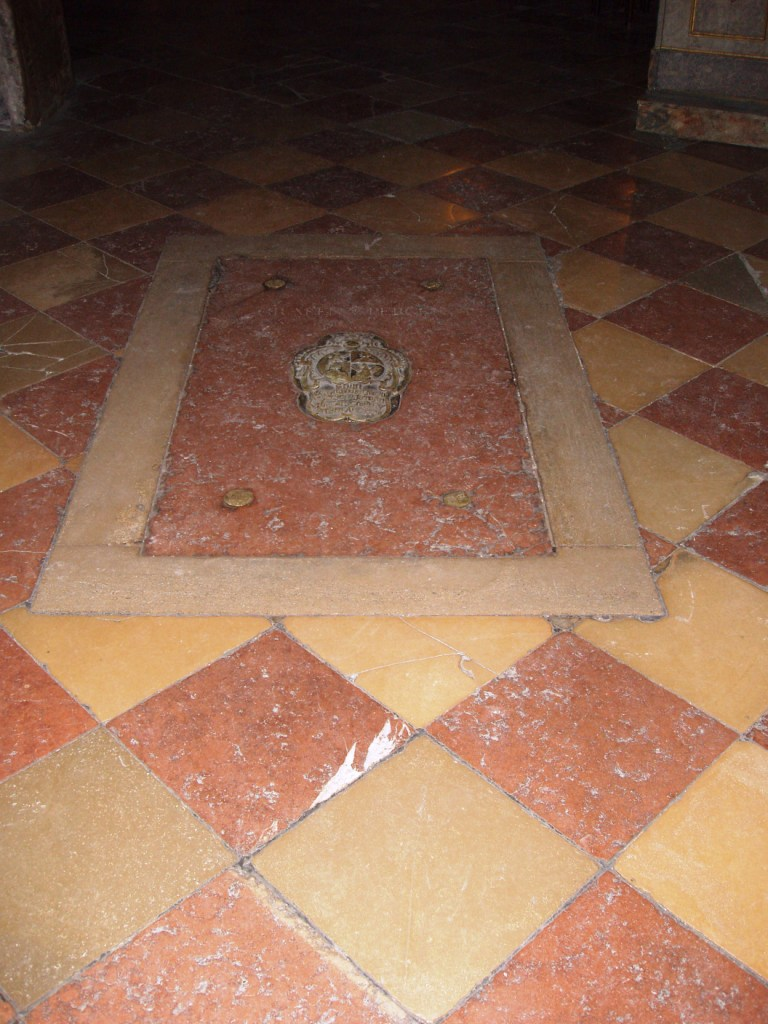
Deckplatte zur Gruft einer Adelsfamilie in der Michaelerkirche Wien

Eine Gruft ist eine gemauerte Grabstelle, in der der Sarg in einem Hohlraum steht. Der Zugang kann durch eine Gruftplatte verschlossen sein. Je nach baulicher Gestaltung und Nutzung können verschiedene Arten von Grüften unterschieden werden.
In den meisten Fällen sind Grüfte unterirdisch angelegt, daneben existieren oberirdische Grüfte. Der Übergang zu Sargwandnischen, Hochgräbern und Mausoleen ist fließend. So kann sich eine Gruft in einem Mausoleum befinden. In den meisten Fällen wird die Gruft so angelegt, dass Platz für spätere weitere Bestattungen vorhanden ist.

### Familiengrüfte

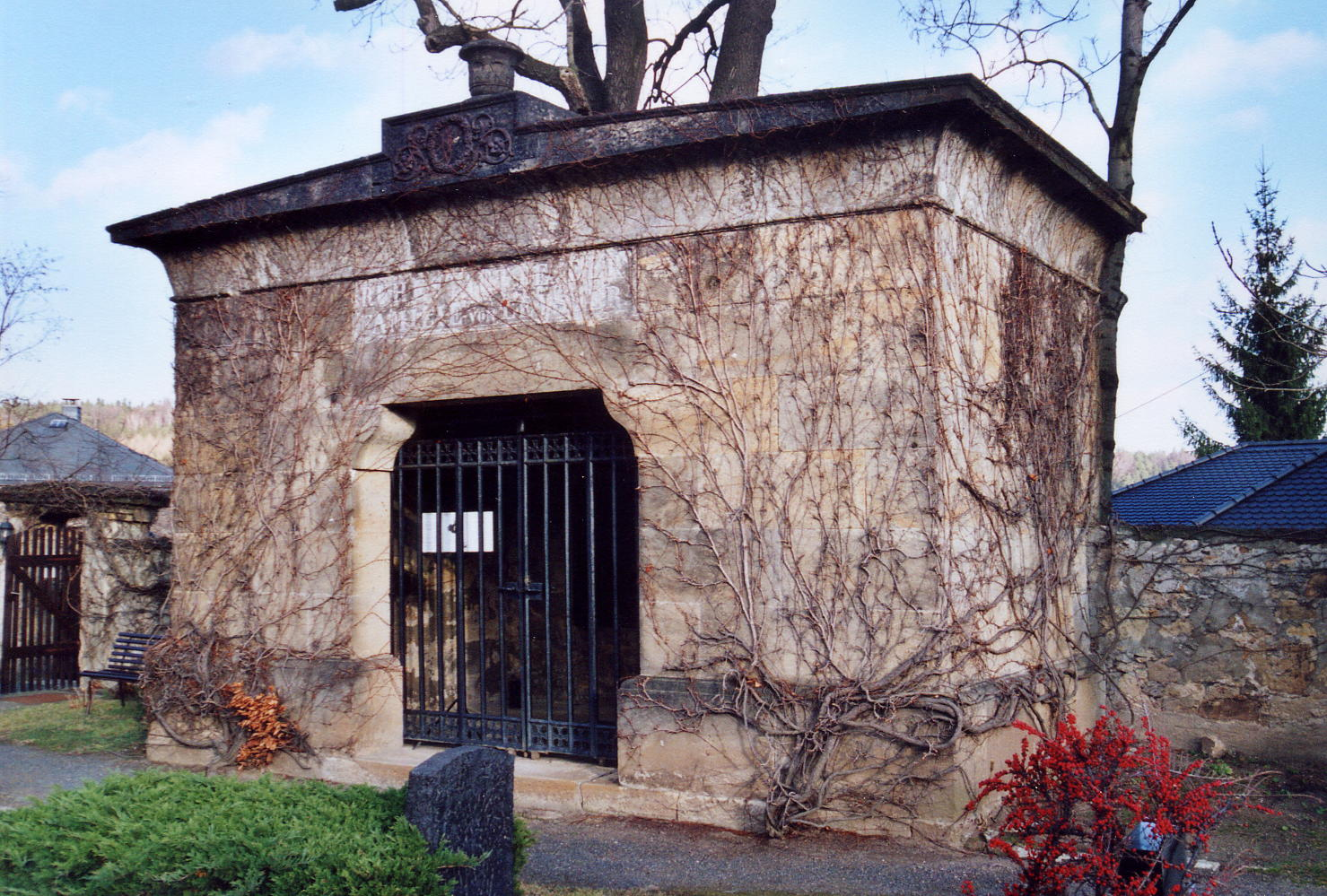
Mausoleum als Familiengruft in Berggießhübel (Sachsen)

In vielen Fällen werden Grüfte aufgrund ihres repräsentativen Charakters als Erbbegräbnis oder Grablege einer Familie oder eines Geschlechtes genutzt. Unter einer Familiengruft versteht man eine als Gruft angelegte Grabstätte, bei der eine Familie das dauerhafte Recht auf Nutzung zur Bestattung der Überreste ihrer verstorbenen Mitglieder hat. Der Begriff bezieht sich dabei auf die Funktion einer Gruft als Familiengrabstätte, nicht jedoch auf die bauliche Gestaltung. In manchen Fällen sind Familiengrüfte als Mausoleen gestaltet. Die Särge können je nach Bauweise und Rechtslage frei aufgestellt oder in Sargwandnischen untergebracht sein. Im Allgemeinen werden dort über einen langen Zeitraum hinweg Särge und/oder Urnen einer oder weniger Familien beigesetzt.
Analog zu Familiengrüften, die den Mitgliedern einer Familie vorbehalten sind, existieren Bischofsgrüfte für verstorbene geistliche Würdenträger, Fürstengrüfte als Ruhestätte für Mitglieder (ehemaliger) fürstlicher Geschlechter oder, auf dem Wiener Zentralfriedhof eine Gruft der österreichischen Bundespräsidenten.

### Gemeinschaftsgrüfte

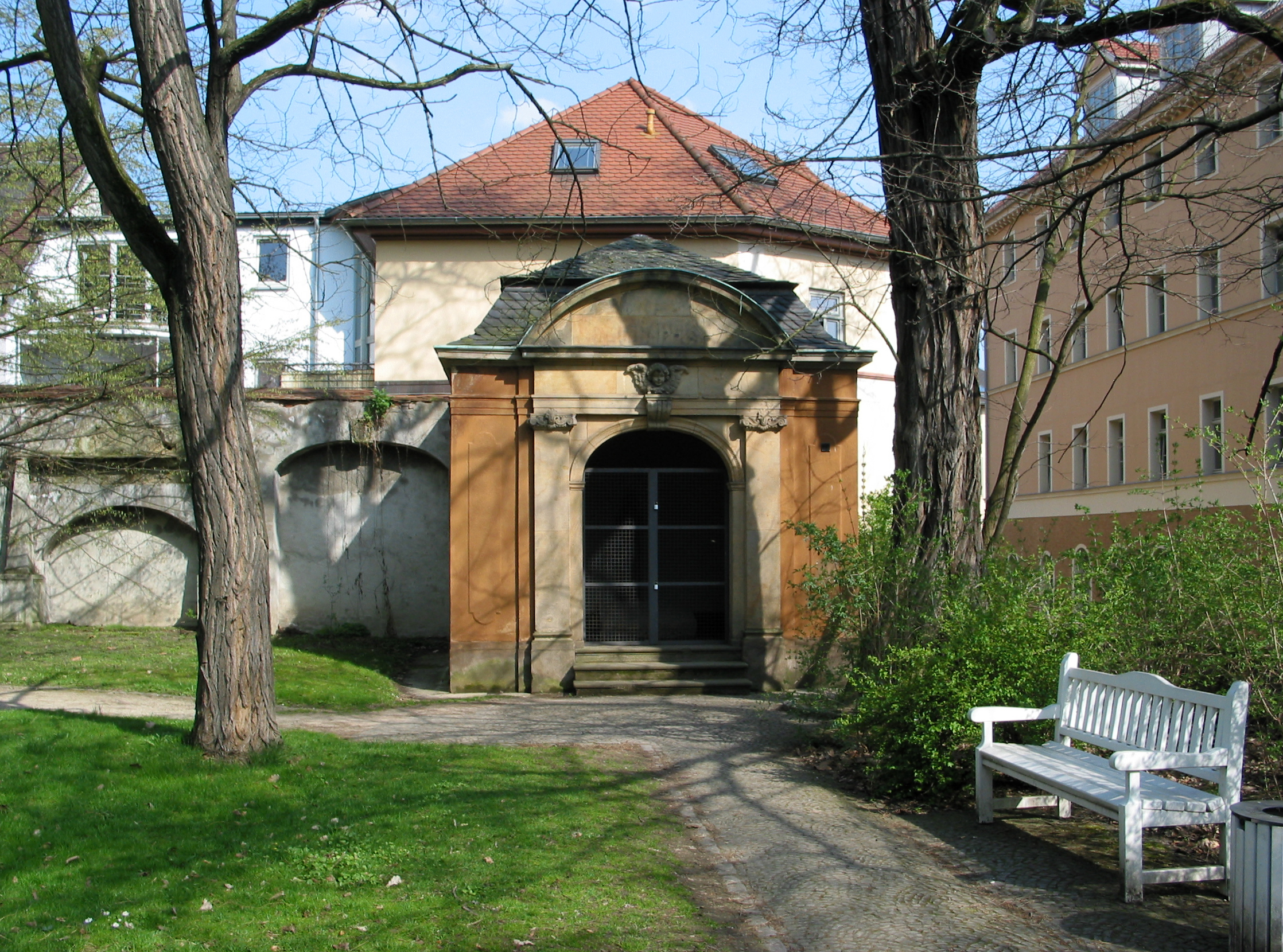
Gemeinschaftsgruft: „Kassengewölbe“ auf dem Jacobsfriedhof Weimar

Auf vielen Friedhöfen existierten privat organisierte Grüfte, die nicht einer Familie vorbehalten waren, sondern in denen adlige und bürgerliche Verstorbene bestattet werden konnten, die über kein eigenes Erbbegräbnis verfügten.
Bekannte Beispiele für Gemeinschaftsgrüfte sind das Kassengewölbe auf dem Jacobsfriedhof Weimar, in dem unter anderem 1805 Friedrich Schiller beigesetzt wurde, oder die Commungruft auf dem Petersfriedhof Salzburg, in der unter anderem Mozarts Schwester Nannerl und sein Freund Michael Haydn beigesetzt wurden.

### Sargwandnischen
Bei einer Sargwandnische handelt es sich um einen Bestattungsort, der im Aussehen einem Kolumbarium ähnelt, aufgrund seiner größeren Dimensionierung jedoch für die Aufnahme von Särgen geeignet ist. Sargwandnischen können sich in einer Krypta, einem Mausoleum oder als eigenständige Bauwerke auf Friedhöfen finden. In Fällen, in denen das freie Aufstellen der Särge in einem Gruftgewölbe nicht gestattet ist, werden die Särge innerhalb der Gruft ebenfalls in derartigen Wandnischen beigesetzt.
So sind etwa in der Münchner Frauenkirche die Särge zahlreicher in der Domkrypta beigesetzter Wittelsbacher in solchen Wandnischen hinter Grabplatten eingemauert. Der Bronzesarg Marilyn Monroes im Westwood Village Memorial Park Cemetery in Los Angeles ist ebenso in einer Sargwandnische beigesetzt wie derjenige von Franz Josef Strauß in der Familiengruft in Rott am Inn. Auch Salvador Dalís Grab im „Teatre-Museu Dalí“ in Figueres ist in Form einer Sargwandnische angelegt.

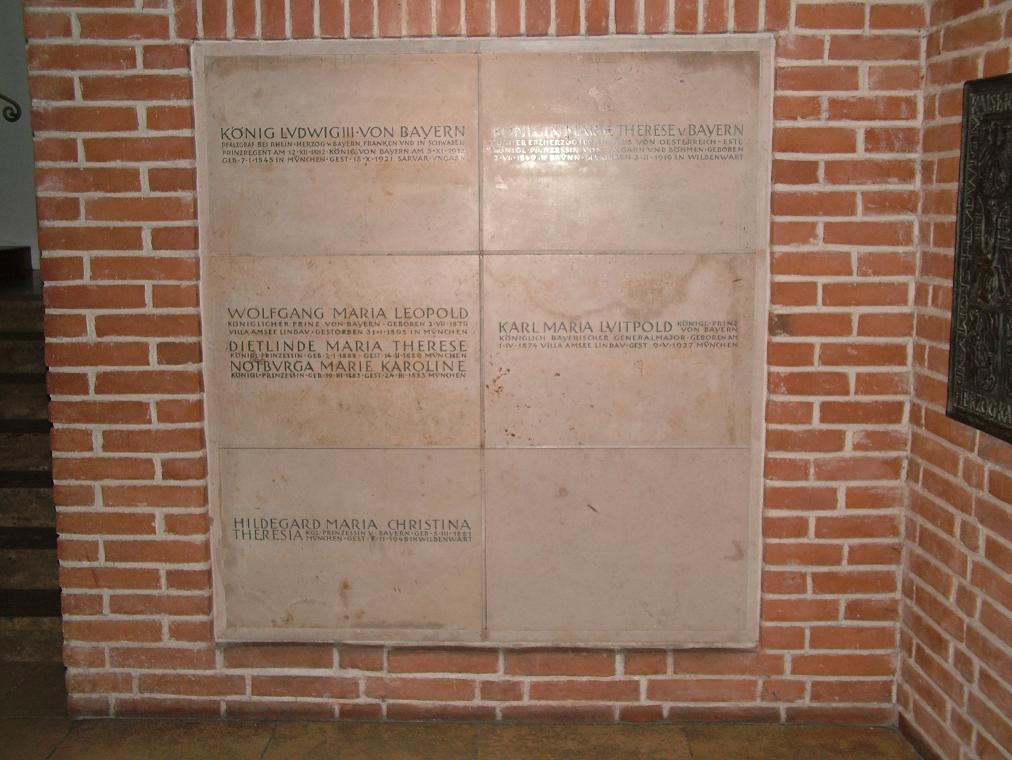
Sargwandnischen im Münchner Frauendom (Grab König Ludwigs III. und anderer Wittelsbacher)
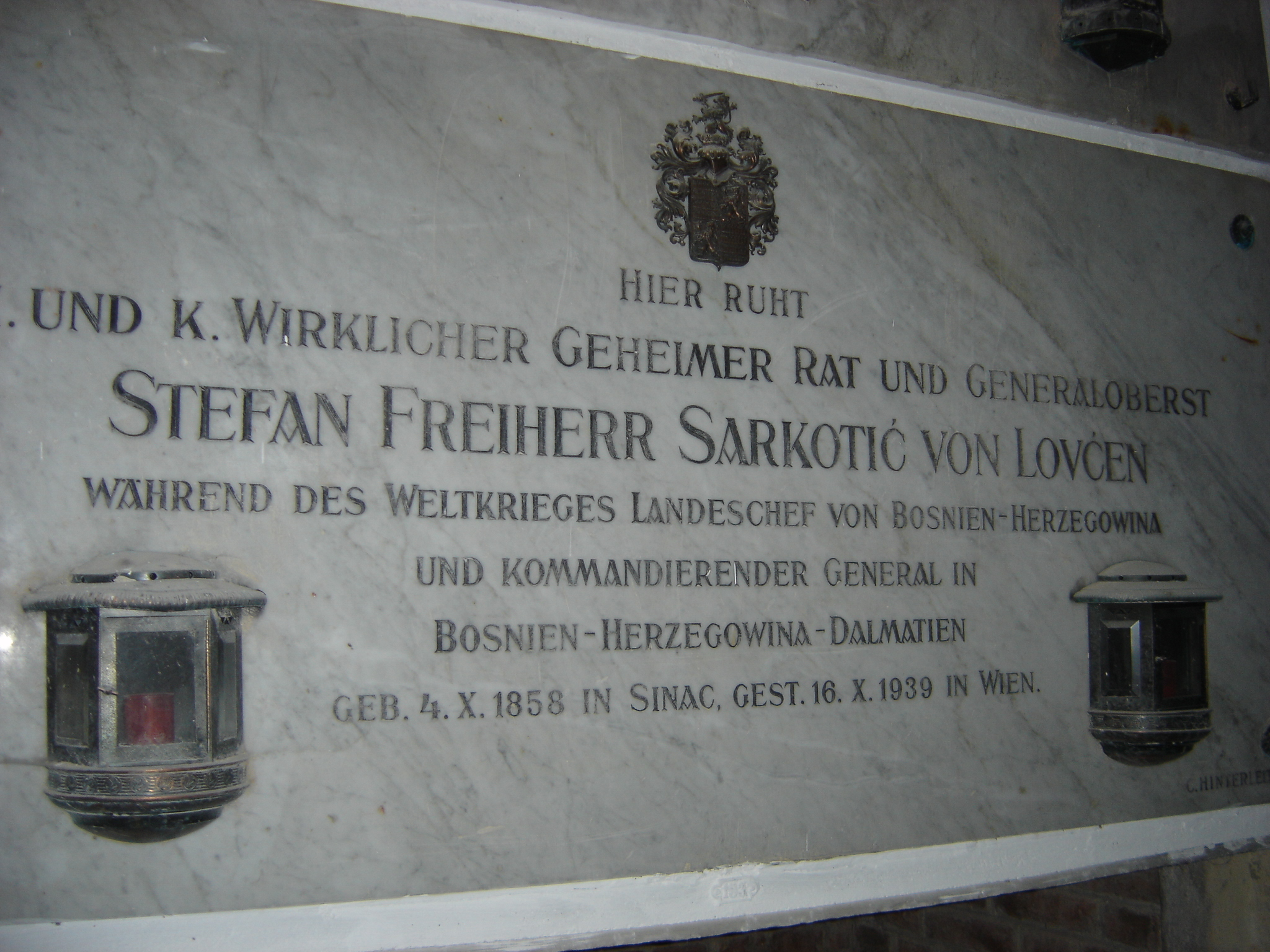
Sargwandnische auf dem Wiener Zentralfriedhof (Grab Stephan Sarkotić von Lovćen)

### Portalgruft
Portalgruften sind unterirdische Grabstätten. Sie bestehen oberirdisch aus einem vergitterten Portal, das auf der Rückseite abgestützt wird. Durch eine in der Regel vergitterte Tür der Portalwand erreicht man über eine steile Treppe die in der Tiefe liegende Gruft. In der Gruft selbst befinden sich dann in einer Wand über- und nebeneinander liegende Sargwandnischen, in denen die Särge beigesetzt werden. Die Portalwände, dahinterliegenden Einfriedungen, oftmals auch die in die Gruft führenden Treppenwände, sind reich verziert.

In der Zeit von 1850 bis 1879 wurde auf dem Mainzer Hauptfriedhof in Portalgruften, auch Backofengruften genannt, beerdigt.

### Gruftartige Gräber

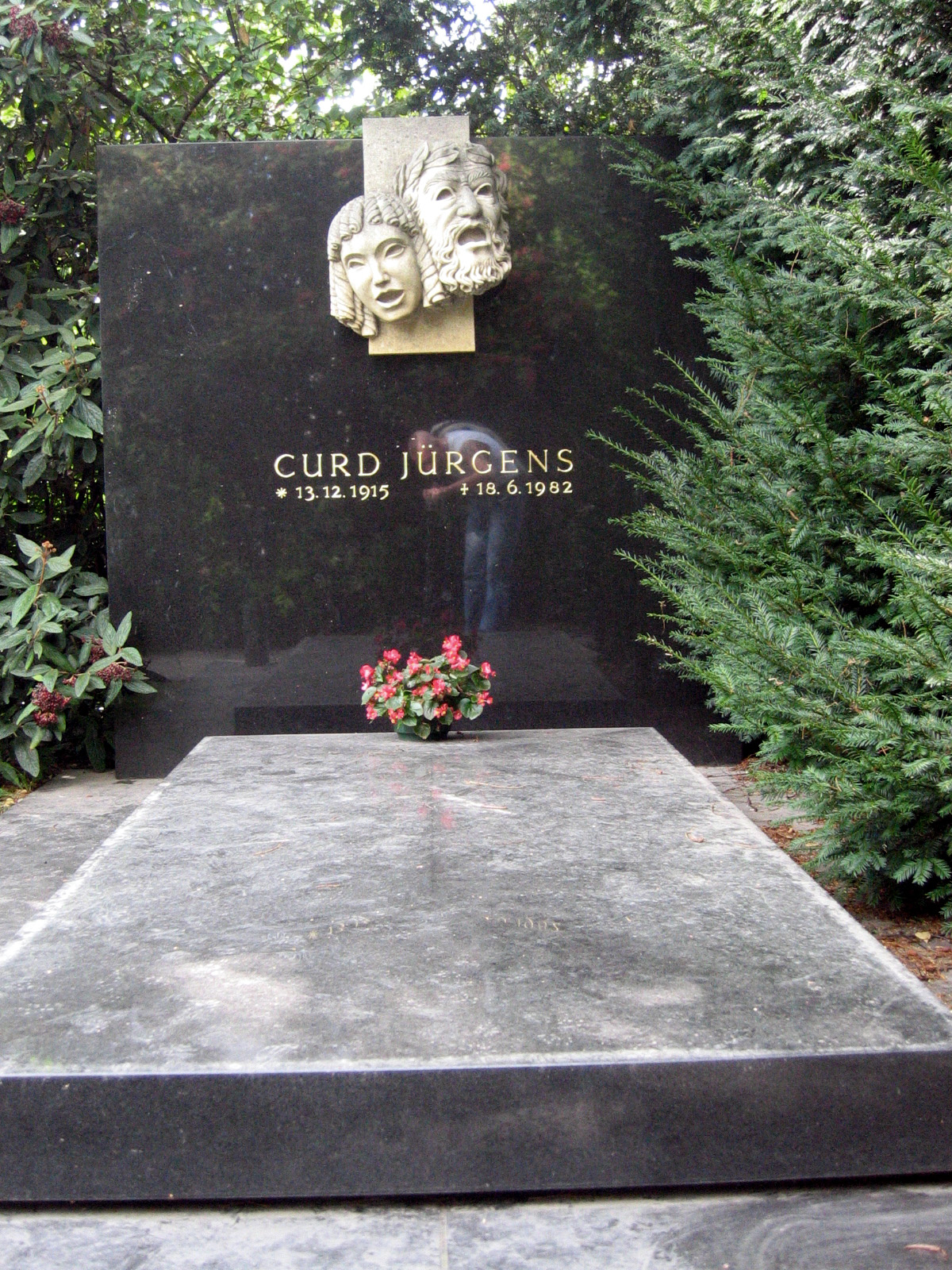
Gruftartiges Grab auf dem Wiener Zentralfriedhof (Curd Jürgens)

Gruftartige Gräber sind Erdgräber, bei denen die Grabstelle durch Anbringung einer Deckplatte aus Stein ein gruftartiges Aussehen erhält. Abgeleitet davon werden in einigen Regionen, vor allem dem Rheinland, große (Familien-)Erdgräber ebenfalls als „Gruft“ bezeichnet, ohne ausgemauert und daher Grüfte im eigentlichen Sinne zu sein.
In einem gruftartigen Grab können auch Urnen bestattet werden. Ein wesentlicher Unterschied zu ausgemauerten Grüften besteht in den Kosten. Friedhofsverwaltungen erheben meist für ausgemauerte Grüfte wesentlich höhere Gebühren als für das Anbringen von steinernen Deckplatten auf Erdgräbern.
Auf manchen Friedhöfen existieren gruftartige Gräber eines anderen Typs: Ausgehobene Erdgräber werden zunächst ausgemauert, nach der Beisetzung des Sarges wieder mit Erde aufgefüllt und ebenfalls mit einer Deckplatte aus Stein verschlossen; mitunter ähneln diese Gräber auch den in Nordamerika verbreiteten (siehe unten), bei denen die Deckplatte unterhalb der Erdoberfläche liegt und somit nicht sichtbar ist. Das Innere kann hierbei ebenfalls mit Erde aufgefüllt werden oder der Sarg wird ohne Erdauffüllung hineingestellt. Letzteres bietet den Vorteil, dass nur vergleichsweise wenig Erde bewegt werden muss.
Die Anlage ausgemauerter Gräber ist insbesondere dort sinnvoll, wo Gräber sehr dicht nebeneinander liegen und beim Ausheben des Grabes die benachbarte Grabstelle (oder ein benachbartes Bauwerk) durch nachrutschende Erde in Mitleidenschaft gezogen werden könnte; bei einer erneuten Belegung des Grabes wird dies dann durch die Ausmauerung verhindert.
Oft ist lediglich dem Grabbesitzer und der Friedhofsverwaltung bekannt, ob es sich bei einer Grabstätte mit Deckplatte aus Stein tatsächlich um eine ausgemauerte Gruft oder lediglich um ein gruftartig gestaltetes Erdgrab handelt.

### Erdgrüfte in Nordamerika

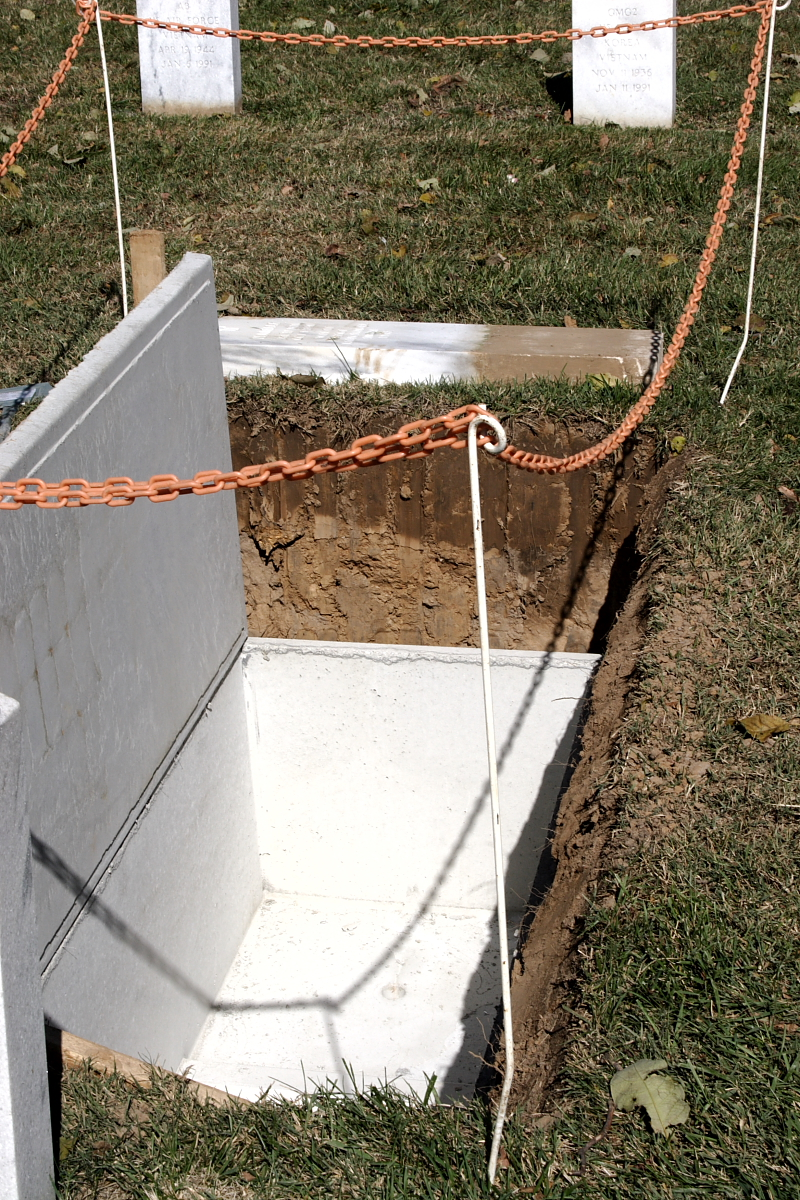
Zur Bestattung vorbereitete Erdgruft (burial vault)

In Nordamerika ist es verbreitet, teilweise empfohlen oder gar gefordert, den Sarg nicht direkt im Erdreich zu bestatten, sondern mit einem Überbehältnis zu versehen: einer Erdgruft. Die modernen Friedhöfe in Nordamerika sind oft Wiesen ohne Grabeinfassungen, mit meist einfacher Belegung, flachen Grabplatten oder niederen Kopfsteinen, selten mit größeren Grabdenkmälern. Die Umhüllung oder Überdeckung soll vor allem verhindern, dass nach der Zersetzung des Sarges der Boden unter dem Druck der umgebenden Erde und dem Gewicht der darauf gehenden Besucher oder darauf fahrender Maschinen einbricht oder einsinkt. Die Erdgruft dient somit der Instandhaltung des Friedhofs.
Für die Erdgruft werden verschiedene Bezeichnungen verwendet: burial vault („Bestattungsgruft“) oder burial container („Bestattungsbehälter“) – oder bei einer preisgünstigeren Überdeckung burial liner („Bestattungsdecke“) oder grave liner („Grabdecke“). Funktionell handelt es sich bei der Erdgruft um eine mit Erde überdeckte Einzelgruft. In den ausgehobenen Erdschacht wird das Unterteil des Behälters eingesetzt. Nach dem Einbringen des Sarges wird der Deckel aufgelegt. Die alternativ verwendete Überdeckung wird dem in den Erdschacht hinabgelassenen Sarg übergestülpt, sie besitzt kein Unterteil. Mit der Verfüllung des Erdschachts ist die Bestattung abgeschlossen.
Wenn bei Überschwemmungen Erdreich weggeschwemmt wird, bleibt die Erdgruft zumeist im Boden und schwimmt nicht auf. Sarg und Leichnam bleiben länger erhalten, besonders bei kompletten Umhüllungen, wenn diese abgedichtet werden. Erdgrüfte sind jedoch nicht dafür konstruiert, einen Zerfall der sterblichen Überreste zu verhindern. Der Behälter schützt nicht vor Wasser, Schmutz oder Staub.
Das heutige Bestattungsgewerbe und die üblichen Bestattungstechniken entwickelten sich nach dem Sezessionskrieg (1861–1865). Zu dieser Zeit wurde mit Ziegelsteinen gearbeitet. Ab den späten 1880er Jahren wurden zweiteilige Betonumhüllungen verwendet. Seit den späten 1920er Jahren wurden diese mit Asphalt überzogen, um den Sarg gegen Feuchtigkeit zu schützen. Neben Erdgrüften aus Beton oder Stein gibt es heute Hersteller, die mit Stahl, Fiberglas oder Kunststoff arbeiten.